# Marevivo
Marevivo è una Fondazione Ambientalista - ETS riconosciuta dal Ministero dell’Ambiente e della Sicurezza Energetica con più di 35 anni di esperienza nella tutela del mare e delle sue risorse. Per le sue attività, in Italia e all’estero, si avvale del supporto di un comitato scientifico e giuridico, di delegazioni territoriali, di una divisione subacquea, di una divisione vela, di una divisione canoa e kayak e di un’organizzazione capillare di volontari, iscritti, ambasciatori e sostenitori.
Grazie al suo ruolo di attore “super partes”, lontano da appartenenze politiche, e ad un’immagine consolidata di onestà ed autonomia intellettuale, Marevivo ha confermato negli anni la sua reputazione generando una rete articolata di rapporti con istituzioni, cittadini e categorie di settore, su scala nazionale ed internazionale.

## Attività
Marevivo è improntato ad avere un giusto equilibrio tra la tutela ambientale e le esigenze di sviluppo economico e sociale ed è caratterizzata da posizioni propositive in linea con la sua missione.

### Inquinamentoda plastica
Con la campagna "Mare Mostro" partita nel 2016, l'associazione ha ottenuto l’approvazione della legge per il bando delle microplastiche nei cosmetici da risciacquo a partire dal 2020, e dei cotton fioc non biodegradabili dal 2019. Dopo queste vittorie ha lanciato diverse campagne per liberare il mare dalla plastiche:
- La campagna #StopSingleUsePlastic per chiedere a tutti i palazzi della politica di introdurre il divieto dell’uso di prodotti di plastica “usa e getta” nei servizi e negli uffici delle istituzioni. Ad aderire per primo all’appello il Ministero dell’Ambiente, Sergio Costa, che ad ottobre ha deciso di rendere il suo dicastero plastic free. Anche il CoNISMa, la rete degli atenei che studiano il mare, ha detto no alla plastica monouso nelle università, seguita da diversi comuni ed atenei. La Regione Lazio è stata la prima ad annunciare che dall’anno prossimo sarà plastic free. L’iniziativa è stata rivolta anche alle scuole e alle università cui l’associazione chiede di impegnarsi a non installare distributori di bevande in bottiglie ma erogatori di acqua dove poter ricaricare la propria borraccia.
- Le cannucce sono il simbolo per eccellenza dell’usa e getta perché si usano per pochi minuti ma restano in ambiente per sempre. Marevivo con la campagna #Ecocannucce chiede a tutti gli esercenti, bar e ristoranti di smettere di distribuire cannucce in plastica ai clienti, di non inserirle automaticamente nelle bevande, e di spiegare ai consumatori perché sia importante rinunciare ad usarle.
- #RisparmiamoPlasticaAlMare è la campagna che intende raccogliere i rifiuti alla foce dei fiumi prima che raggiungano il mare. L’80% della plastica che finisce in mare arriva proprio dai fiumi. Una situazione che va arrestata subito se vogliamo salvare il mare. L’associazione si impegna ad organizzare azioni di bonifica alle foci dei fiumi, con i suoi volontari.

### #EmergenSea: ognuno di noi può fare qualcosa per difendere il mare
#EmergenSea è una campagna di sensibilizzazione ed informazione a bordo di navi, nelle marine, negli stabilimenti balneari, presso i club velici, nei comuni, nelle scuole, nei porti ed aeroporti, il cui claim è “Ognuno di noi può fare qualcosa per difendere il mare”. Raccogliere e riciclare sono infatti gesti di responsabilità che contribuiscono a salvare il nostro mare.

### Ma il mare non vale una cicca?
Campagna nazionale annuale per contrastare l’abbandono di mozziconi sulle spiagge d’Italia attraverso la distribuzione gratuita di posacenere tascabili. Finalizzata a sollecitare comportamenti sostenibili nei confronti dell’ambiente marino. La campagna si è svolta con il supporto del SIB e con il patrocinio del Ministero dell’Ambiente e del Corpo delle Capitanerie di Porto – Guardia Costiera e ha avuto prestigiosi testimonial. Con l’iniziativa sono stati raggiunti oltre 500 stabilimenti con un coinvolgimento di oltre 200.000 persone ad edizione. Grazie a questa attività sono state risparmiate al mare oltre 20 milioni di cicche di sigarette.

### Pesca illegale
Dopo numerose battaglie Marevivo, insieme ad altre associazioni ambientaliste, è riuscita a definire la lunga vicenda che ha portato l'Unione Europea a decretare il divieto di utilizzare le "spadare" a partire dal 1/1/2002 nei paesi aderenti: Francia, Spagna, Italia e Grecia. Tra le altre vittorie ottenute l'abolizione dell'uso delle reti pelagiche derivanti che uccidono cetacei, tartarughe marine ed uccelli. Inoltre, grazie alla sua attività, Marevivo è riuscita a far approvare il decreto che vieta la pesca delle oloturie, comunemente chiamate “cetrioli di mare”, fondamentali per mantenere l’equilibrio dell’ecosistema marino.

### Pulizia di spiagge e fondali
L'associazione organizza continuamente pulizie di spiagge, fondali e alle foci dei fiumi grazie alle quali vengono recuperate tonnellate di rifiuti grazie all’aiuto dei volontari di Marevivo, dei subacquei e dei canoisti. Durante le pulizie vengono anche svolte delle attività di sensibilizzazioni con esperti e biologi di Marevivo.

#### PFU Zero nelle isole minori
Progetto promosso da Marevivo insieme al Consorzio Ecotyre finalizzato a recuperare gli "Pneumatici Fuori Uso" abbandonati illegalmente nei porti e sul territorio sulle isole minori italiane attraverso una raccolta straordinaria di pneumatici a terra e in mare. Il progetto si avvale della collaborazione dell’ANCIM e delle Capitanerie di Porto e ha ricevuto il patrocinio del Ministero dell’Ambiente e dei Carabinieri Forestali. Marevivo ha già operato in più di 30 comuni raccogliendo oltre 8.500 pneumatici.

### Educazione ambientale

#### Delfini Guardiani
Nato nel 2009, Delfini Guardiani è un progetto di educazione ambientale che si propone di avviare all’interno delle classi delle scuole primarie e secondarie delle Isole Italiane Minori, percorsi didattici finalizzati alla costituzione di un gruppo di alunni che acquisiranno una maggiore consapevolezza e responsabilità nel tutelare le risorse ambientali del proprio territorio. Il percorso si propone di sensibilizzare i giovani nei confronti delle problematiche ambientali avvicinandoli alla natura e stimolando il loro senso di appartenenza nei confronti dell’ambiente. Il progetto ha coinvolto più di 12.000 bambini sulle isole di Capri, Ischia, Lampedusa, Linosa, Ustica, gli arcipelaghi delle Eolie e delle Egadi e le città di Palau, Siracusa e Napoli.

#### NauticInblu
Nauticinblu porta tra i banchi di scuola la tutela ambientale e punta a creare nuovi profili professionali, utili non solo al mondo della nautica, della portualità, della logistica e della blue economy ma in grado di investire su un’economia del mare che valorizzi e protegga l’ecosistema e l’ambiente. Il progetto nazionale partito nel 2018 ha già coinvolto circa 1000 studenti degli istituti nautici di tutta Italia per far acquisire ai futuri professionisti del mare competenze che vadano al di là del traffico marittimo, della conduzione tecnica e amministrativa della nave e includano la tutela dell’ambiente e la sostenibilità delle nostre risorse marine.